# Orkán Daria
Daria byla bouře, která zasáhla západní Evropu koncem ledna 1990. Na Britských ostrovech je nazývána Burns’ Day storm, protože 25. ledna se oslavuje výročí narození básníka Roberta Burnse. Byla součástí série orkánů na počátku roku 1990, k níž patřil také orkán Hertha, orkán Vivian a orkán Wiebke a která byla jednou z největších přírodních katastrof, jež zasáhly Evropu ve 20. století.
Orkán následoval po mimořádně teplém počasí na přelomu let 1989 a 1990. Nad severním Atlantikem se 23. ledna vytvořila studená fronta (tlak poklesl na 972 hektopascalů), která v ranních hodinách ve čtvrtek 25. ledna zasáhla Irsko a odpoledne Skotsko. V noci a následujícího dne orkán postihl Dánsko, Nizozemsko, Belgii, sever Francie a západ Německa. Československému území se vyhnul. Vítr dosahoval v nárazech rychlosti až 172 km/h a zničil okolo tří milionů stromů, bouře byla doprovázena silnými srážkami, které způsobily lokální záplavy, na rozsáhlých územích byla přerušena dodávka elektrického proudu. V důsledku orkánu zahynulo 94 lidí, hmotné škody byly odhadnuty na zhruba šest milionů eur celkově a 1,5 milionu jen na německém území.